# Amphiophiura gibbosa
Amphiophiura gibbosa är en ormstjärneart som beskrevs av Ole Theodor Jensen Mortensen 1936. Amphiophiura gibbosa ingår i släktet Amphiophiura och familjen fransormstjärnor. Inga underarter finns listade i Catalogue of Life.